# M.E.D. (рэпер)
Ник Родригес, также известный под сценическими псевдонимами M.E.D (MED) и Medaphoar, — американский рэпер из Окснарда, Калифорния, выпускающий свою музыку на лейбле Stones Throw Records

## Жизнь и карьера
Ник Родригес вырос в музыкальной семье в Окснарде, Калифорния . После того, как он принял участие в записи альбома Soundpieces: Da Antidote группы Lootpack в 1999 году, Peanut Butter Wolf предложил ему присоединиться к Stones Throw Records . Он также принял участие в записи альбомов The Unseen Quasimoto и Shades of Blue Madlib’а
В 2005 году MED выпустил свой дебютный альбом Push Comes to Shove на лейбле Stones Throw Records, спродюсированный Отисом.В 2011 году он выпустил свой второй альбом Classic на лейбле Stones Throw Records. В 2015 году он выпустил совместный альбом с Blu и Madlib под названием Bad Neighbor на лейбле Bang Ya Head

## Дискография

### Студийные альбомы
- Push Comes to Shove (2005)
- Classic (2011)
- Theme Music (2014)
- Bad Neighbor (2015)
- Child of the Jungle (2019)
- Flying High (2022)

### Микстейпы
- Bang Ya Head (2005)
- Bang Ya Head II (2009)
- Bang Ya Head 3 (2010)
- Bang Ya Head 4 (2016)

### EP
- The Burgundy (2013)

- Psychedelic Weather (2015)

- The Turn Up (2017)

- Loyalty (2018)